# Mala Racea, Radomîșl
Mala Racea (în ucraineană Мала Рача) este un sat în comuna Velîka Racea din raionul Radomîșl, regiunea Jîtomîr, Ucraina.

## Demografie
Componența lingvistică a localității Mala Racea
     Ucraineană (98,51%)
     Rusă (1,38%)
     Alte limbi (0,11%)
Conform recensământului din 2001, majoritatea populației localității Mala Racea era vorbitoare de ucraineană (98,51%), existând în minoritate și vorbitori de rusă (1,38%).